# Golden Gate (film)
Golden Gate è un film drammatico statunitense del 1994 diretto da John Madden.